# Port lotniczy Jerycho
Port lotniczy Jerycho (ang. Jericho Airport, kod ICAO: OJJO) – port lotniczy w Jerychu, na Zachodnim Brzegu (Autonomia Palestyńska).